# Coruscant

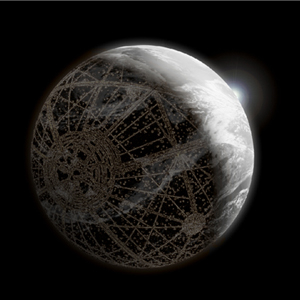
Planeet Coruscant

De planeet Coruscant is in de Star Wars saga van George Lucas een planeet die volledig bedekt is door een stad. Het is de belangrijkste planeet in het heelal. Eerst is het de thuisplaneet van de democratische Galactische Republiek met haar Jedi-Orde, later komt het dictatoriale Galactisch Keizerrijk aan de macht met aan het hoofd de Sith-Lords Keizer Palpatine/Darth Sidious en Darth Vader.
Op deze planeet bevinden zich de Jedi Tempel, waar Krachtgevoeligen opgeleid worden tot Jedi, de Galactische Senaat, waar de leiders van alle planeten en handelsorganisaties discussiëren over het universum en later het Imperial Palace, waar de Keizer zetelt.
De planeet wordt volledig overdekt door verlichting. Boven het oppervlak is er ook een constante reeks van ruimteschepen die overvliegen.
De mens zou oorspronkelijk van deze planeet komen en van daar andere planeten koloniseren.
Nadat Darth Vader gewond was geraakt tijdens het duel op Mustafar met zijn voormalige Meester, Obi-Wan Kenobi, wordt hij geopereerd op Coruscant in het Keizerlijke Rehabilitatiecentrum van Keizer Palpatine.
Coruscant was het toneel bij de speederachtervolging van moordenaar Zam Wesell door de Jedi Obi-Wan Kenobi en Anakin Skywalker. Wesell werd ingerekend, maar toen zij meer wilde zeggen over haar opdrachtgever werd ze met een pijltje gedood door de premiejager Jango Fett.
Ook werd er een lichtzwaardduel uitgevochten tussen Darth Sidious en Mace Windu, Agen Kolar, Saesee Tiin en Kit Fisto in het kantoor van Kanselier Palpatine. Later vocht Sidious een groots lichtzwaardduel uit met Meester Yoda in de Galactische Senaat zelf.
Nadat de Clones dankzij Palpatines Bevel 66 alle Jedi hadden uitgeroeid, werd de hoofdstad hernoemd naar "Imperial Center". De planeet bood ook onderdak aan vele criminele organisaties, waaronder Black Sun, geleid door Prins Xizor.
Nadat Xizors kasteel hier vernield werd en de tweede Death Star door Lando Calrissian werd vernietigd, was het Keizerrijk zodanig verzwakt dat de planeet niet langer eigendom was van de Keizer.

## Belangrijke locaties
- Galactische Senaat
- Jedi Tempel
- Senator Palpatine's appartement (Episode I)
- Kanselier Palpatine's kantoor (Episode II en III)
- Senator Padmé Amidala's appartement
- Dexter Jettster's bar
- Outlander Club (Op de lagere niveaus van de planeet).
- Galactisch Opera Huis (Episode III)
- De Fabriek (terrein waar de Sith trainen)